# Palazzo dei Priori (Fermo)
Il Palazzo dei Priori è un importante edificio storico della città di Fermo, nelle Marche meridionali.
Collegato attraverso una loggetta aerea, il cosiddetto Passetto, al Palazzo degli Studi in fondo a Piazza del Popolo. Attualmente è sede di rappresentanza del Comune, della Pinacoteca e della parte più antica della Biblioteca.

## Storia

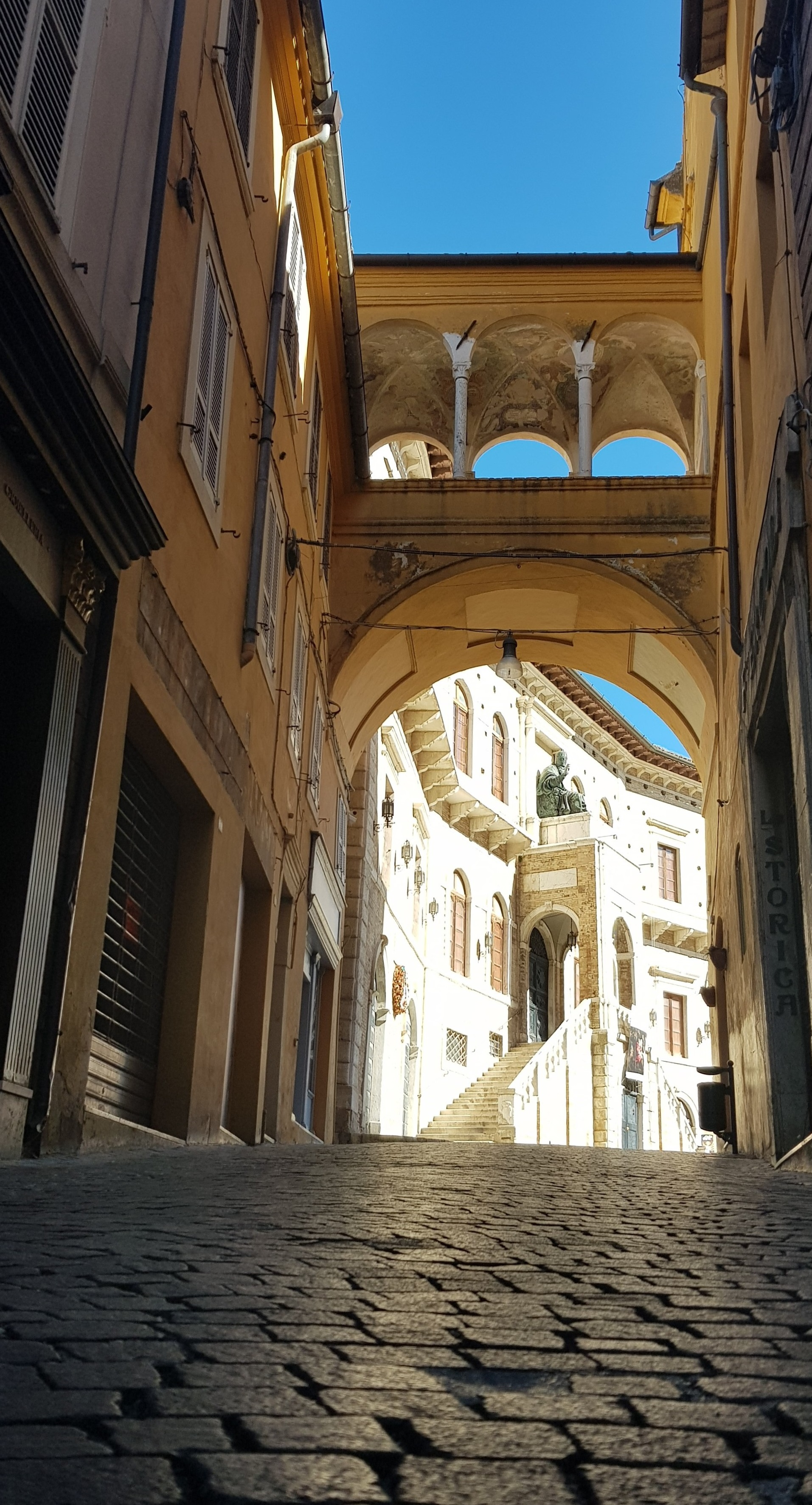
Il palazzo ilPassetto alla biblioteca.

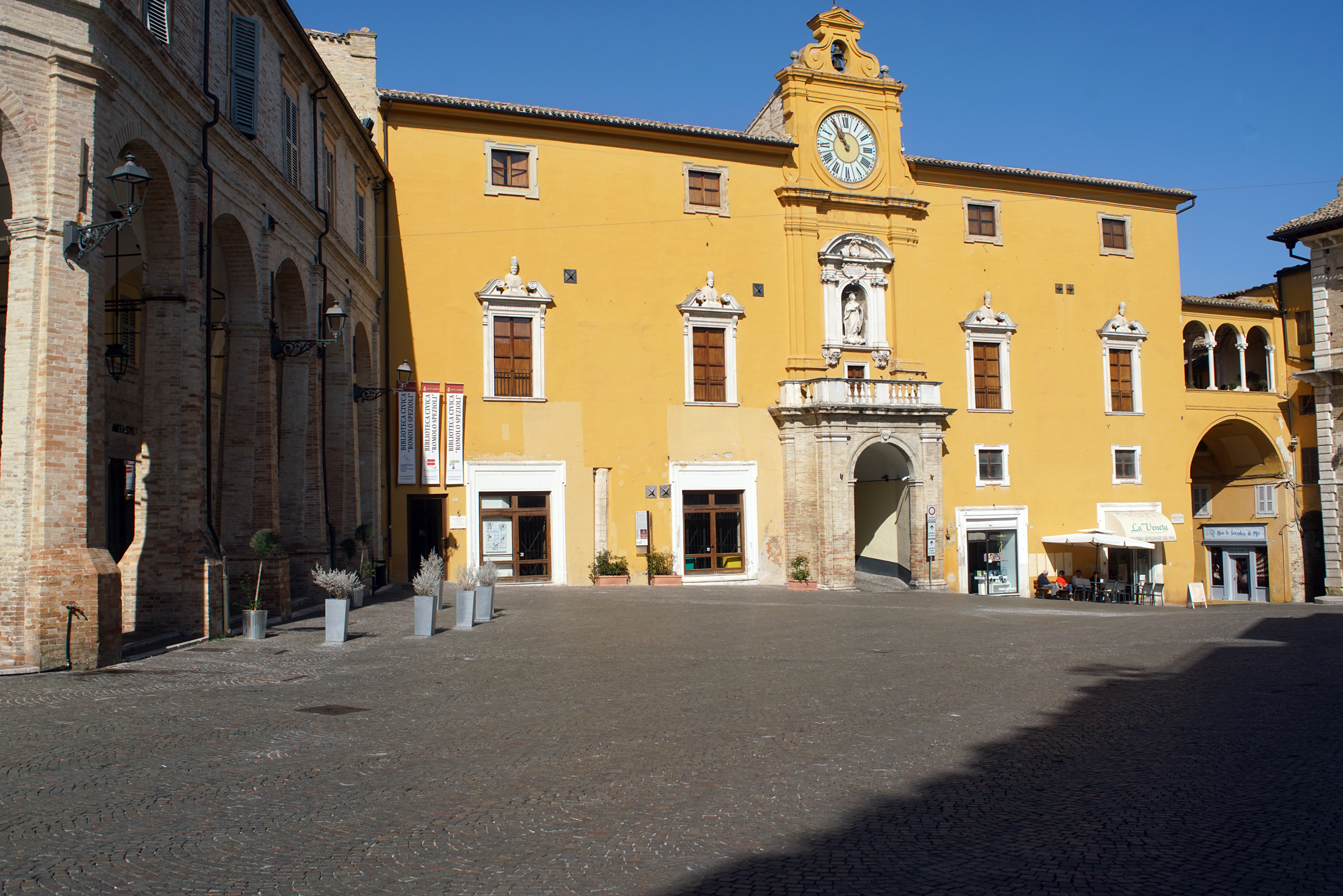
L'attiguo Palazzo degli Studi, parte del complesso.

La costruzione è il risultato ottenuto dall'unione di due edifici, un cas con torre del XIII secolo, che occupava la parte nord dell'attuale palazzo, appartenuto a Rinaldo di Giorgio e la chiesa di San Martino, che occupava la parte sud. Quest'ultima antichissima chiesa dava anche il nome alla piazza fin dal Medioevo e la prima notizia certa risale all'anno 1154 quando risultava appartenente al monastero di San Savino, eretto sul colle Vissiano, andato poi demolito.
Nel 1296 il comune di Fermo decide di costruire in quest'area il palazzo del Capitano del Popolo. Dal 1396, un secolo dopo, il palazzo ospiterà il Collegio dei Priori che esercitava il potere esecutivo dal 1297, ed ivi il Collegio resterà per quattrocento anni, fino a quando, dopo la rivoluzione francese, cadranno tutte le vecchie istituzioni.

## Descrizione
L'attuale aspetto del Palazzo prospiciente la piazza, rialzato di circa tre metri sul livello stradale rispetto agli edifici originali, è dovuto al progetto risalente alla prima metà del Cinquecento, che gli ha dato la particolare apertura a ventaglio. Al centro una doppia scalinata porta alla loggia centrale di ingresso, sormontata dalla statua in bronzo di Papa Sisto V, realizzata in occasione dell'elezione del papa marchigiano e della fondazione dello Studio di Fermo ed eseguita da Accursio Baldi tra 1588 e 1590.
Il palazzo era anche dotato di una torre campanaria, oggi demolita, andata distrutta nel XV secolo.
L'edificio si articola su tre piani: al primo piano sono le sale di rappresentanza, quali il Gabinetto del Sindaco, la sala rossa, la sala degli stemmi, la sala dei costumi, la sala dell'Aquila, con tempere di Pio Panfili e la sala dei ritratti, adibita a sala congressi e concerti. Quest'ultima fu utilizzata fino alla fine del Settecento per allestimenti teatrali e chiamata la Sala delle commedie. Attualmente ospita le effigi di nove cardinali fermani tra cui Decio Azzolino il Giovane, e quelle di ventuno uomini illustri donate dall'arcivescovo di Fermo Domenico Pinelli e facenti parte un tempo della raccolta di Leone XI.
La Pnacoteca civica che è esposta in parte anche al primo piano, si trova soprattutto al secondo piano, dove è anche la Sala del mappamondo, parte della storica Biblioteca Spezioli, ambiente costruito al posto della Sala della Commedia nel 1688 per volere dal Cardinale Decio Azzolino il Giovane che vi impiantò la biblioteca in omaggio alla regina Cristina di Svezia, allora sua ospite.

## Mostre
- Nel 1999 il palazzo ha ospitato una mostra (“ il Gotico internazionale a Fermo e nel Fermano” ) sul fenomeno del Tardo gotico, portando alla luce tesori provenienti da chiese e musei periferici fino ad allora sconosciuti.